# The Great American Bash 1995
The Great American Bash 1995 fu la nona edizione del pay-per-view di wrestling della serie Great American Bash, la quinta ad essere prodotta dalla World Championship Wrestling. L'evento si svolse il 18 giugno 1995 presso la Hara Arena di Dayton (Ohio), Stati Uniti. Questa fu la prima edizione di The Great American Bash in quasi tre anni, dato che la precedente edizione dell'evento si era svolta nel 1992.

## Evento
All'evento si disputarono undici match. Il main event fu l'incontro Ric Flair vs. Randy Savage, parte di una rivalità nata in un match del torneo per incoronare il nuovo United States Heavyweight Champion. Flair sconfisse Savage. All'evento si disputò anche la finale del torneo indetto per il vacante United States Heavyweight Championship. Sting sconfisse Meng laureandosi nuovo campione.
I primi tre match in cartellone furono trasmessi in diretta durante il programma WCW Main Event prima dell'inizio del pay-per-view vero e proprio.
I Fantastics sostituirono i Rock 'n' Roll Express, che non poterono presenziare allo show a causa di obblighi contrattuali già presi con National Wrestling Alliance e Smoky Mountain Wrestling. Per errore Scott D'Amore venne presentato come Chris Kanyon nel suo match con Pittman. Dopo il match, gli Harlem Heat e Sister Sherri arrivarono per confrontarsi con Dick Slater & Bunkhouse Buck; Sherri diede un pugno a Col. Robert Parker e sfidò Slater & Buck ad affrontare i suoi protetti in un match quella sera stessa. Dave Sullivan vinse un appuntamento "galante" con The Diamond Doll sconfiggendo Diamond Dallas Page. L'arbitro Nick Patrick squalificò Sgt. Craig Pittman dopo che questi si era rifiutato di lasciare la presa su Jim Duggan nonostante egli avesse afferrato le corde del ring. Originariamente Pittman avrebbe dovuto scontrarsi con Marcus Alexander Bagwell, ma Bagwell subì un infortunio e Duggan dovette sostituirlo nel match. L'incontro tra Sting e Meng era in realtà una delle semifinali del torneo per il titolo United States Championship indetto dopo che Vader era stato privato della cintura. Tuttavia, il match tra gli altri due semifinalisti Ric Flair e Randy Savage era terminato in no contest ed entrambi i wrestler erano stati eliminati dal torneo, quindi in automatico l'incontro Sting vs. Meng divenne la finale per il titolo.

## Risultati
| N. | Risultati                                                                                                | Stipulazione                                                           | Durata |
| -- | --- | ---------------------------------------------------------------------- | ------ |
| 1  | Harlem Heat sconfiggono The Fantastics (Bobby Fulton & Tommy Rogers)                                     | Tag team match                                                         | 06:46  |
| 2  | Sgt. Craig Pittman sconfigge Scott D'Amore                                                               | Single match                                                           | 02:16  |
| 3  | Dick Slater & Bunkhouse Buck sconfiggono Frankie Lancaster & Barry Houston                               | Tag team match                                                         | 03:52  |
| 4  | Alex Wright sconfigge Brian Pillman                                                                      | Single match                                                           | 15:42  |
| 5  | Dave Sullivan sconfigge Diamond Dallas Page (con The Diamond Doll & Max Muscle)                          | Arm Wrestling contest                                                  | N/A    |
| 6  | Jim Duggan sconfigge Sgt. Craig Pittman per squalifica                                                   | Single match                                                           | 08:13  |
| 7  | Harlem Heat (con Sister Sherri) sconfiggono Dick Slater & Bunkhouse Buck (con Col. Robert Parker & Meng) | Tag team match                                                         | 08:39  |
| 8  | The Renegade sconfigge Arn Anderson (c)                                                                  | Single match per il WCW World Television Championship                  | 09:07  |
| 9  | The Nasty Boys (c) sconfiggono The Blue Bloods (Earl Robert Eaton & Lord Steven Regal)                   | Tag team match per il WCW World Tag Team Championship                  | 15:03  |
| 10 | Sting sconfigge Meng (con Col. Robert Parker)                                                            | Single match per il vacante WCW United States Heavyweight Championship | 13:34  |
| 11 | Ric Flair sconfigge Randy Savage (con Angelo Poffo)                                                      | Single match                                                           | 14:42  |

### Torneo WCW United States Heavyweight Championship
|  | 1º Round (TV) | 1º Round (TV)    | 1º Round (TV) |               |  | Quarti di finale (TV) | Quarti di finale (TV) | Quarti di finale (TV) |    |  | Semifinali (TV/PPV) | Semifinali (TV/PPV) | Semifinali (TV/PPV) |  |  | Finale (PPV) | Finale (PPV) | Finale (PPV) |
|  |               |                  |               |               |  |                       |                       |                       |    |  |                     |                     |                     |  |  |              |              |              |
|  |               | Sting            |               |               |  |                       |                       |                       |    |  |                     |                     |                     |  |  |              |              |              |
|  |               | Arn Anderson     |               |               |  |                       |                       |                       |    |  |                     |                     |                     |  |  |              |              |              |
|  |               |                  | Sting         |               |  |                       |                       |                       |    |  |                     |                     |                     |  |  |              |              |              |
|  |               |                  |               |               |  |                       |                       |                       |    |  |                     |                     |                     |  |  |              |              |              |
|  |               |                  |               | Paul Orndorff |  |                       |                       |                       |    |  |                     |                     |                     |  |  |              |              |              |
|  |               | Paul Orndorff    |               |               |  |                       |                       |                       |    |  |                     |                     |                     |  |  |              |              |              |
|  |               |                  |               |               |  |                       |                       |                       |    |  |                     |                     |                     |  |  |              |              |              |
|  |               | Johnny B. Badd   |               |               |  |                       |                       |                       |    |  |                     |                     |                     |  |  |              |              |              |
|  |               |                  |               |               |  |                       |                       | Sting                 |    |  |                     |                     |                     |  |  |              |              |              |
|  |               |                  |               |               |  |                       |                       |                       |    |  |                     |                     |                     |  |  |              |              |              |
|  |               |                  | Meng          |               |  |                       |                       |                       |    |  |                     |                     |                     |  |  |              |              |              |
|  |               | Meng             |               |               |  |                       |                       |                       |    |  |                     |                     |                     |  |  |              |              |              |
|  |               |                  |               |               |  |                       |                       |                       |    |  |                     |                     |                     |  |  |              |              |              |
|  |               | Marcus Bagwell   |               |               |  |                       |                       |                       |    |  |                     |                     |                     |  |  |              |              |              |
|  |               |                  | Meng          |               |  |                       |                       |                       |    |  |                     |                     |                     |  |  |              |              |              |
|  |               |                  |               |               |  |                       |                       |                       |    |  |                     |                     |                     |  |  |              |              |              |
|  |               |                  |               | Brian Pillman |  |                       |                       |                       |    |  |                     |                     |                     |  |  |              |              |              |
|  |               | Brian Pillman    |               |               |  |                       |                       |                       |    |  |                     |                     |                     |  |  |              |              |              |
|  |               |                  |               |               |  |                       |                       |                       |    |  |                     |                     |                     |  |  |              |              |              |
|  |               | Bunkhouse Buck   |               |               |  |                       |                       |                       |    |  |                     |                     |                     |  |  |              |              |              |
|  |               |                  |               |               |  |                       |                       |                       |    |  |                     |                     | Sting               |  |  |              |              |              |
|  |               |                  |               |               |  |                       |                       |                       |    |  |                     |                     |                     |  |  |              |              |              |
|  |               |                  | BYE           |               |  |                       |                       |                       |    |  |                     |                     |                     |  |  |              |              |              |
|  |               | Ric Flair        |               |               |  |                       |                       |                       |    |  |                     |                     |                     |  |  |              |              |              |
|  |               |                  |               |               |  |                       |                       |                       |    |  |                     |                     |                     |  |  |              |              |              |
|  |               | The Patriot      |               |               |  |                       |                       |                       |    |  |                     |                     |                     |  |  |              |              |              |
|  |               |                  | Ric Flair     |               |  |                       |                       |                       |    |  |                     |                     |                     |  |  |              |              |              |
|  |               |                  |               |               |  |                       |                       |                       |    |  |                     |                     |                     |  |  |              |              |              |
|  |               |                  |               | Alex Wright   |  |                       |                       |                       |    |  |                     |                     |                     |  |  |              |              |              |
|  |               | Alex Wright      |               |               |  |                       |                       |                       |    |  |                     |                     |                     |  |  |              |              |              |
|  |               |                  |               |               |  |                       |                       |                       |    |  |                     |                     |                     |  |  |              |              |              |
|  |               | Big Bubba Rogers |               |               |  |                       |                       |                       |    |  |                     |                     |                     |  |  |              |              |              |
|  |               |                  |               |               |  |                       |                       | Ric Flair             | NC |  |                     |                     |                     |  |  |              |              |              |
|  |               |                  |               |               |  |                       |                       |                       | NC |  |                     |                     |                     |  |  |              |              |              |
|  |               |                  | Randy Savage  | NC            |  |                       |                       |                       |    |  |                     |                     |                     |  |  |              |              |              |
|  |               | Randy Savage     | Randy Savage  | NC            |  |                       |                       |                       |    |  |                     |                     |                     |  |  |              |              |              |
|  |               |                  |               |               |  |                       |                       |                       |    |  |                     |                     |                     |  |  |              |              |              |
|  |               | The Butcher      |               |               |  |                       |                       |                       |    |  |                     |                     |                     |  |  |              |              |              |
|  |               |                  | Randy Savage  |               |  |                       |                       |                       |    |  |                     |                     |                     |  |  |              |              |              |
|  |               |                  |               |               |  |                       |                       |                       |    |  |                     |                     |                     |  |  |              |              |              |
|  |               |                  |               | Steve Austin  |  |                       |                       |                       |    |  |                     |                     |                     |  |  |              |              |              |
|  |               | Steve Austin     |               |               |  |                       |                       |                       |    |  |                     |                     |                     |  |  |              |              |              |
|  |               |                  |               |               |  |                       |                       |                       |    |  |                     |                     |                     |  |  |              |              |              |
|  |               | Jim Duggan       |               |               |  |                       |                       |                       |    |  |                     |                     |                     |  |  |              |              |              |

Nota: Il match tra Sting e Meng era in origine una delle semifinali del torneo ma gli altri semifinalisti Randy Savage e Ric Flair furono entrambi eliminati dal torneo in quanto il loro incontro terminò in no contest; quindi il match Sting vs. Meng determinò il campione.